# Michael Soltau
Michael Soltau (* 18. August 1967 in Buchholz in der Nordheide) ist ein deutscher Filmkomponist und Musikproduzent. Er erlangte Bekanntheit durch seine Arbeit an der ZDF-Serie Notruf Hafenkante sowie durch seine Mitwirkung an Projekten im Bereich des Classical Crossover.

## Leben
Michael Soltau studierte in Düsseldorf. Ab den späten 1990er Jahren beschäftigte er sich mit Classical Crossover.
Seit 2006 komponiert Soltau die Musik für die ZDF-Serie Notruf Hafenkante und ist damit seit der ersten Staffel für die musikalische Untermalung verantwortlich.
Im Jahr 2023 gründete Soltau ein Musikstudio in Berlin und 2024 ein privates Museum zu Synthesizern.

## Musikproduktion
Zu seinen Produktionen zählen:
- Sarah Brightman: Alben wie Timeless, Eden, La Luna und Harem.
- The Ten Tenors: Singles wie Bicycle Race und Water/Va Pensiero.
- José Carreras: Mehrere Titel des Albums Around the World.